# Войтенко Костянтин Олександрович
Костянтин Олександрович Войтенко (нар. 23 серпня 1988, м. Дніпропетровськ, Українська РСР) — український актор театру та кіно.

## Життєпис
У 2011 році закінчив акторське відділення Київського державного театрального інституту ім. І. К. Карпенка-Карого. Брав участь у популярному телевізійному талант-шоу «Україна сльозам не вірить». З 2012 року працює актором у Київському новому драматичному театрі на Печерську. Знімається у кіно.
Участь восьмого сезону телевізійного шоу «Танці з зірками» (2021), під час якого посів третє місце.

### Особисте життя
8 серпня 2015 року Костянтин одружився з українською танцюристкою, учасницею другого сезону «Танцюють всі!» Валентиною Мариніною. Вони вперше зустрілися 2010-го на кастингу у Москві, та познайомилися пізніше на українському телешоу.
У грудні 2016 року у пари народилася донька Емілія. 
У жовтні 2022 року Войтенки розійшлися, Валентина повернула дошлюбне прізвище. Через рік після офіційного розлучення колишня дружина опублікувала у своєму Instagram розповідь про те, що Костянтин її бив і знущався над нею.

## Фільмографія

- 2010 — Зозуля — Федько у молодості
- 2011 — Танець нашого кохання — Андрій
- 2011 — Поза грою (к/м)
- 2011 — Повернення Мухтара — Кирило
- 2012 — Синевир
- 2013 — Великі почуття
- 2013 — Параджанов — Дмитро, асистент Параджанова
- 2014 — Чоловік на годину — Сашко
- 2014 — Коли ми вдома — Паша «Пірожуля» Толмачов
- 2015 — Тепер я буду любити тебе
- 2015 — Пес — мажор
- 2016 — Хазяйка — Ян
- 2016 — Поранене серце — Денис
- 2016 — Підкидьки — Арсен Чистяков
- 2016 — Листи з минулого — Тимоша
- 2016 — Ніч святого Валентина — Тарас
- 2016 — На лінії життя — Вадим Кулічкін
- 2016 — Майор і магія — Павло
- 2016 — Якби та якби — Сашко
- 2016—2017 — Село на мільйон — Тимур
- 2017 — Коли ми вдома. Нова історія — Паша «Пірожуля» Толмачов
- 2017 — Друге життя Єви — Артем
- 2019 — Не жіноча робота — Журов
- 2020 — Мавки — Вадим Ледовський
- 2020 — Зречення
- 2020 — Толока — Іван Голий
- 2021 —Ромео і Джульєтта з Черкас — Рома
- 2019—2025 Будиночок на щастя — Макс